# Edward Makowski
Edward Makowski, ps. Kain (ur. 27 listopada 1891 w Radzyniu Podlaskim, zm. 13–16 kwietnia 1940 w Kalininie) – komisarz Straży Granicznej, porucznik piechoty stanu spoczynku Wojska Polskiego, działacz niepodległościowy.

## Życiorys
Urodził się 27 listopada 1891 w Radzyniu Podlaskim, w rodzinie Henryka Andrzeja i Karoliny z Kubeckich.
8 sierpnia 1914 wstąpił do Legionów Polskich. Do 11 lipca 1917 służył w 1 pułku piechoty. Był trzykrotnie ranny (w listopadzie 1914 oraz czerwcu i listopadzie 1915). Następnie działał w Polskiej Organizacji Wojskowej. Był więziony z powodu działalności niepodległościowej.
Od 1 lipca 1919 służył w Wojsku Polskim. 1 czerwca 1921, w stopniu podporucznika, pełnił służbę w Dowództwie 2 Armii, a jego oddziałem macierzystym był 80 pułk piechoty. 3 maja 1922 został zweryfikowany w stopniu porucznika ze starszeństwem od 1 czerwca 1919 i 2043. lokatą w korpusie oficerów piechoty. Następnie kontynuował służbę zawodową w 80 pp w Słonimie. Później został przeniesiony do kadry oficerów piechoty i przydzielony do Dowództwa Okręgu Korpusu Nr IX w Brześciu. Z dniem 31 stycznia 1928 został przeniesiony w stan spoczynku. W 1934, jako oficer stanu spoczynku pozostawał w ewidencji Powiatowej Komendy Uzupełnień Wieluń. Posiadał przydział do Oficerskiej Kadry Okręgowej Nr IV i był wówczas w grupie oficerów „pełniących służbę w Straży Granicznej”.
W 1928 rozpoczął służbę w Straży Granicznej. Pełnił ją kolejno w Inspektoracie Granicznym nr 9 we Wronkach, Komisariacie SG „Rudniki” i Komisariacie SG „Kalety”, a we wrześniu 1939 w Centralnej Szkole Straży Granicznej w Rawie Ruskiej.
W nieznanych okolicznościach, po agresji ZSRR na Polskę (17 września 1939), dostał się do sowieckiej niewoli i został osadzony w obozie w Ostaszkowie. Między 12 a 14 kwietnia 1940 został przekazany do dyspozycji naczelnika Zarządu NKWD Obwodu Kalinińskiego. Między 13 a 16 kwietnia 1940 został zamordowany w Kalininie (obecnie Twer) i pogrzebany w Miednoje. Od 2 września 2000 spoczywa na Polskim Cmentarzu Wojennym w Miednoje.
Był żonaty, miał córkę.
Minister spraw wewnętrznych i administracji Władysław Stasiak rozkazem personalnym nr 96 z 26 października 2007 mianował go pośmiertnie na stopień nadkomisarza Straży Granicznej. Awans został ogłoszony 9 listopada 2007 w Warszawie, w trakcie uroczystości „Katyń Pamiętamy – Uczcijmy Pamięć Bohaterów”.

## Ordery i odznaczenia
- Krzyż Niepodległości z Mieczami – 12 maja 1931 „za pracę w dziele odzyskania niepodległości”[17][1][18]
- Krzyż Walecznych[10][19]
- Odznaka Pamiątkowa Więźniów Ideowych[3]
- Odznaka „Za wierną służbę”[4]